# Instrument musical de canya

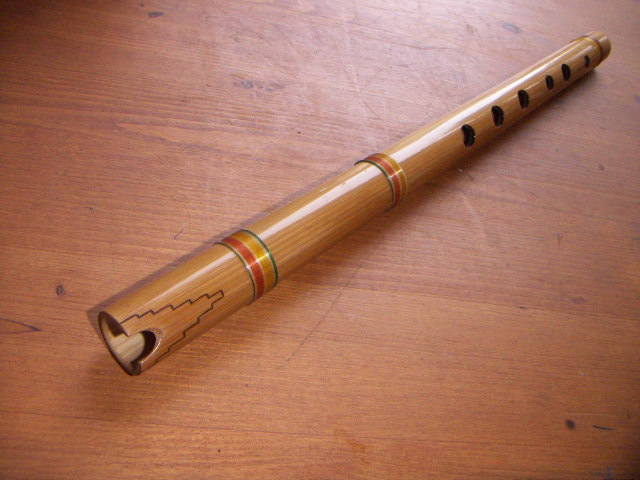
Quena de Daniel D'Amico

Els instruments musicals de canya són els instruments que el material que produeix el so és de canya; encara que també poden ser idiòfons, el terme s'aplica en general a la secció de vent de fusta dels instruments aeròfons, en els que, a part de les flautes, el so és produït per una llengüeta de canya, que pot ser doble o simple, que alguns autors consideren idiòfons.

## Història
Els hàbitats dels vegetals amb flor més antics (Miocè, 150 milions d'anys), les canyes, són els aiguamolls, i en aquestes zones humides tropicals i temperades, és d'on provenen tots els protoinstruments musicals, apareixent i progressant a ritme de les successives evolucions culturals d'adaptació al medi ambient.
En l'origen primitiu de les cultures, Homo sapiens començà a evolucionar i a perfeccionar el que indiscutiblement és el millor instrument musical de la humanitat: la veu. En les cerimònies s'amplificava i/o es distorsionava amb tubs del tipus de la murga, kazoo, didjeridú, amb acompanyaments de cops al tòrax, palmes i amb bastonets de canya percudits, també sacsejats en manats i també de zumzeig. Sens dubte, el primer instrument de corda fou l'arc sonor, construït senzillament a partir de la secció longitudinal d'una canya amb una corda de fibres vegetals, de la mateixa canya, percudida amb un plectre de canya i amb caixa de ressonància que podia ser de canya. Amb l'arc, es planteja el dubte si la seva primera finalitat fou la música o la caça.
Amb les primeres cultures de la pedra s'utilitzen, una gran varietat d'instruments de percussió de canya entre ells: maraques, raspadors, bastons, esquellerincs, campanes, carillons, guimbardes, panderetes i tambors. També de canya apareixen instruments de vent com: les tubes, les trompetes, els xiulets, les flautes, els flabiols de forats, els flabiols de canons o flautes de pan i orgues de boca. També és l'època de la invenció de l'arpa consistent en un entrenus de canya buidat en part lateralment, tenint cura de deixar diverses fibres unides a la canya repartides per l'ample del forat, llavors s'afinen amb llistonets transversals que tensin les fibres i es fan sonar percudint-les amb pua o plectre. Amb el desenvolupament de les eines de tall neolítiques, tots els instruments es comencen a desenvolupar, com per exemple l'arc sonor es converteix en cítara, els bastonets en xilofon, les murges en clarinets, els flabiols en oboès i les flautes de pan en orgues de boca. La fusta substitueix la canya en els territoris on no s'hi fa.
Des de l'edat dels metalls que no es inventa cap instrument musical nou, el progrés musical de les civilitzacions s'ha limitat a desenvolupar i perfeccionar els instruments musicals de canya.

## Llista d'instruments de canya

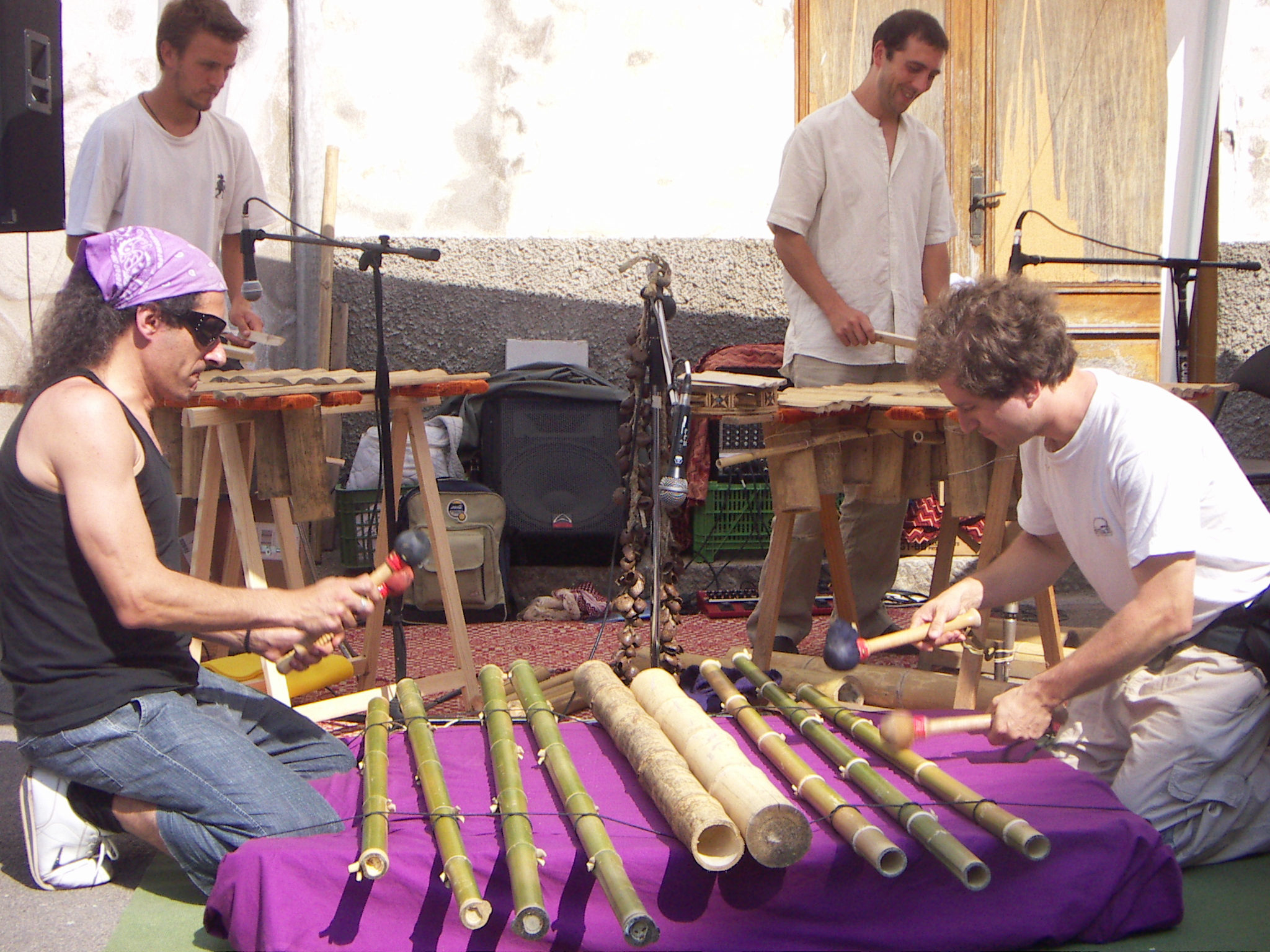
Percussions de bambú de Herbert de Miarnda

Aeròfons
- Clarinet
- Corn anglès
- Dolçaina
- Fagot
- Contrafagot
- Flabiol
- Flauta
- Flauta de pan
- Flauta travessera
- Gralla
- Oboè
- Quena
- Saxòfon
- Tenora
- Tible
- Mirlitó
- Launeddas

Idiòfons
- Xilòfon
- Picacanyes
- Pal de pluja
- didjeridú